# جاكي ماكدونالد
جاكي ماكدونالد هي رامية القرص كندية، ولدت في 12 أكتوبر 1932 في تورونتو في كندا.

## وصلات خارجية
- جاكي ماكدونالد على موقع أوليمبيديا (الإنجليزية)
- جاكي ماكدونالد على موقع اتحاد ألعاب الكومنولث (مؤرشف) (الإنجليزية)